# 徳永ゆうき
徳永 ゆうき（とくなが ゆうき、1995年〈平成7年〉2月20日 - ）は、大阪府大阪市出身の演歌歌手、俳優。

## 来歴

### 生い立ち
祖父や両親は鹿児島県の奄美群島出身。大島郡瀬戸内町の加計呂麻島にルーツをもつ。両親が演歌好きで、自然と演歌を歌うようになった。
中学生の頃に関西の奄美関連郷友会で歌を披露し、地元で有名になった。『NHKのど自慢』にも合格。2012年には『NHKのど自慢チャンピオン大会2012』でグランドチャンピオンとなる。レコード会社にスカウトされ、2013年11月13日のデビューに至る。

### 歌手としての活動
デビュー時のキャッチコピーは「日本の孫」。2014年7月、フランス・パリで行われたジャパンエキスポ2014に出演。演歌歌手としては初の参加で、先行配信の「Dodompa Dance!」がフランスのテレビ局から取材を受けた。
デビュー曲『さよならは涙に』はBEGINの比嘉栄昇、2ndシングル『平成ドドンパ音頭』は『島唄』を手掛けた宮沢和史、3rdシングル『夢さがしに行こう』は石垣島出身のミヤギマモル作曲である。ルーツである奄美の曲は歌っておらず、奄美観光大使就任にあたり、いつか奄美が舞台の歌を大島紬を着て歌いたいと語った。
ターニングポイントとなったのは2018年9月のTBS『演歌の乱』。同番組での米津玄師「Lemon」のカバーで「歌手人生が変わった」と述べている。

## 人物
所属事務所はイトーカンパニー。2013年よりユニバーサル ミュージック合同会社に所属。歌手業のかたわら俳優としても活動している。特技は柔道。道南いさりび鉄道特別応援隊員・奄美観光大使・瀬戸内町観光大使・芸備線庄原市応援大使。身長163cm、血液型A型。
趣味は鉄道写真。一眼レフカメラを持ち歩き、仕事の合間も電車の撮影をする。2023年、長年の目標であった1日駅長・車掌を務めた。

### カピやん
徳永ゆうきのオリジナルキャラクター。徳永ゆうきの風貌がカピバラに似ているため、カピバラをモチーフにしている。カピやんは、大阪生まれの幼稚園児、関西弁、身長80cm、体重40kg。

### 千鳥の鬼レンチャン
2020年からバラエティ番組『千鳥の鬼レンチャン』に出演している。
番組ではJ-POPを歌っているが、本音としては演歌を歌いたいという。「演歌歌手の歌声の素晴らしさや歌の上手さを多くのみなさんに知っていただけたら」という思いでテレビ出演している。
出演時は撮影前に氷菓のガリガリ君を食べ舌が青くなったことから「ブルータン」と呼ばれる、背後のセットに置いてあるお面のように顔が白く見えたことで「ホワイトフェイス」と呼ばれる、チームに徳永を抱えて勝つことが難しいことから「石リュック」と呼ばれる、顔が紅潮した際には「耳が間接照明くらい赤い」と言われる、成績が不甲斐ないことで演歌歌手を連想する着物ではなくジャック・スパロウの仮装や水兵コスプレ、上下ジャージ姿などに指定される、ナダル（コロコロチキチキペッパーズ）に似ていることから「演歌ナダル」と言われるなどイジられている。
2024年3月10日放送回で、放送の前日に入籍したことを報告した。

## 経歴・実績
- 1995年2月20日
  - 大阪府大阪市此花区で3人兄弟の末っ子として誕生[1]。両親は鹿児島県奄美大島出身のいわゆる奄美2世[2]。

- 2011年
  - 7月24日 - 大阪府泉南郡熊取町で開催された『NHKのど自慢』（NHK総合・ラジオ第1）に出場し、今週のチャンピオンを受賞。

- 2012年
  - 3月3日 - 東京都渋谷区のNHKホールで開催された『NHKのど自慢チャンピオン大会2012』（NHK総合・ラジオ第1）に出場。「はぐれ舟」でグランドチャンピオン受賞。

- 2013年
  - 3月 - 高校を卒業し上京。
  - 4月23日 - 東京都港区の東京タワー大展望台で「徳永ゆうき“勇気りんりん”タワーLIVE Vol.1」を開催。以後2014年3月まで、毎月第4火曜日に開催。
  - 7月6日 - 大阪市浪速区の通天閣STUDIO 210にてデビュー発表イベント開催。
  - 8月10日 - 両親の故郷である鹿児島県大島郡瀬戸内町の春日公園野外特設ステージで開催の「2013瀬戸内町みなと祭り　歌謡・島唄・舞の夕べ」に出演。
  - 11月13日 - デビュー・シングル「さよならは涙に」発売。

- 2014年
  - 1月31日、2月1日 - 徳永ゆうき朗読ライブ「今宵、月は瑠璃色の」を開催。
  - 3月1日 - NHK総合テレビ・ラジオ第1放送「NHKのど自慢チャンピオン大会2014」にゲスト出演。
  - 4月15日 - 東京タワー大展望台でF:maと「MUSIC ON TOWERスペシャルライブ」開催。〜2014年9月まで。
  - 6月28日 - 沖縄県で開催された「うたの日コンサート in 嘉手納」に出演。BEGIN・ORANGE RANGE・ポルノグラフィティらと共演。
  - 7月2日 - ジャパンエキスポ2014（フランス・パリ）に出演。
  - 7月2日 - 「Dodompa Dance!」のタイトルで「平成ドドンパ音頭」を先行配信[3]。
  - 8月6日 - 1stアルバム『ゆうきのうたー故郷編ー』発売。
  - 9月17日 - 2ndシングル「平成ドドンパ音頭」発売。
  - 9月17日 - 『THEカラオケ★バトル』（テレビ東京）「歌の異種格闘技戦　2時間スペシャル」で準優勝。
  - 12月30日 - 第56回 日本レコード大賞で新人賞受賞。「平成ドドンパ音頭」を披露。

- 2015年
  - 4月4日 - 初の冠ラジオ番組『徳永ゆうき 元気に出発進行〜!』放送開始。
  - 4月8日 - 3枚目のシングル「夢さがしに行こう」発売。
  - 4月9日 - シングル発売記念イベントを地元大阪の「クレオ大阪西」で開催。
  - 4月26日 - 自身が主役を務める毎月1回の舞台「浅草夢道中 歌謡ショー」の第1回公演（9月27日）。
  - 5月8日 - USEN演歌ランキング（2015年5月1日から7日）で「夢さがしに行こう」が1位を獲得。
  - 5月9日 - 電車ゴッコ世界大会の親善大使に任命。

- 2016年
  - 2月19日 - 道南いさりび鉄道の特別応援隊員に就任。「函館慕情」が応援ソングとして採用される。
  - 2月20日 - 無料メールマガジン「とくちゃんめ〜る」配信開始。
  - 3月9日 - 「徳永ゆうき博覧会」がTSUTAYA戎橋店で31日まで開催。
  - 3月12日 - 山田洋次監督の映画『家族はつらいよ』公開。
  - 3月23日 - 4枚目のシングル「函館慕情」発売。
  - 4月30日 - 奄美市の奄美文化センターで「徳永ゆうき&城南海帰郷ジョイントコンサート」を開催、奄美観光大使に就任[4]。奄美三味線の演奏とシマ唄「行きゅんにゃ加那」を初披露。
  - 5月1日 - 鹿児島県大島郡瀬戸内町の清水総合体育館で「徳永ゆうき＆城南海帰郷ジョイントコンサート」を開催、城とともに瀬戸内町観光大使に就任。
  - 8月19日 - 新曲「恋は難読駅名」をYouTubeで発表。全国の難読駅名を自身のTwitterで公募し、集まった駅名をもとに作詞された。

- 2017年
  - 1月25日 - 5枚目のシングル「津軽の風」発売。

- 2018年
  - 9月25日 - TBS『演歌の乱』出演。

- 2019年
  - 3月13日 - 2枚目のアルバム「ゆうきの演歌 出発進行! ～徳永ゆうきベストセレクション～」発売。
  - 6月5日 - 6枚目のシングル「渋谷節だよ青春は!」発売。

- 2020年
  - 7月8日 - 7枚目のシングル「車輪の夢」発売。
  - 12月5日 - 舞台「両国花錦闘士」出演（2021年1月28日まで）。

- 2021年
  - 7月24日 - 舞台「SCORE!!～Musical High School～」出演（7月25日まで）。
  - 7月28日 - 1枚目のデジタルアルバム「徳永、奏でる」発売。

- 2022年
  - 4月8日 - 舞台「銀河鉄道999 THE MUSICAL」出演（4月18日まで）。
  - 11月6日 - 舞台「歌妖曲〜中川大志之丞変化〜」出演（12月25日まで）。

- 2023年
  - 2月1日 - 3枚目のアルバム「徳永がくる」発売。
  - 10月21日 - JR西日本芸備線庄原駅の1日駅長に就任、芸備線庄原市応援大使に任命。
  - 10月28日 - 南海電気鉄道「南海電車まつり2023」の一環として臨時列車の1日車掌に就任。
  - 11月5日 - 「青函交流フェスタ」の一環として新函館北斗駅の1日駅長に就任。

- 2024年
  - 3月10日 - 『千鳥の鬼レンチャン』内で結婚したことを発表。

## ディスコグラフィ

### シングル
- すべてユニバーサルミュージックからリリース。

| # | 発売日          | 曲順 | タイトル                              | 作詞              | 作曲         | 編曲       | 規格品番   |
| - | --------------- | ---- | ------------------------------------- | ----------------- | ------------ | ---------- | ---------- |
| 1 | 2013年 11月13日 | 01   | さよならは涙に                        | 大城盛裕 比嘉栄昇 | 比嘉栄昇     | 萩田光雄   | TYCT-30008 |
| 1 | 2013年 11月13日 | 02   | 東京てぃんさぐ赤い花                  | 比嘉栄昇          | 比嘉栄昇     | 萩田光雄   | TYCT-30008 |
| 2 | 2014年 9月17日  | 01   | 平成ドドンパ音頭                      | 宮沢和史          | 宮沢和史     | 萩田光雄   | UPCH-80378 |
| 2 | 2014年 9月17日  | 02   | 島唄                                  | 宮沢和史          | 宮沢和史     | 萩田光雄   | UPCH-80378 |
| 2 | 2014年 9月17日  | 03   | 平成ドドンパ音頭 －お祭りバージョン－ | 宮沢和史          | 宮沢和史     | [ 注釈 1 ] | UPCH-80378 |
| 3 | 2015年 4月8日   | 01   | 夢さがしに行こう                      | いではく          | ミヤギマモル | 伊戸のりお | UPCY-5008  |
| 3 | 2015年 4月8日   | 02   | とうさんの手紙                        | いではく          | ミヤギマモル | 伊戸のりお | UPCY-5008  |
| 3 | 2015年 4月8日   | 03   | ふるさとのはなしをしよう              | 伊野上のぼる      | キダ・タロー | 矢田部正   | UPCY-5008  |
| 4 | 2016年 3月23日  | 01   | 函館慕情                              | 麻こよみ          | 水森英夫     | 伊戸のりお | UPCY-5018  |
| 4 | 2016年 3月23日  | 02   | 北の終列車                            | 森坂とも          | 水森英夫     | 伊戸のりお | UPCY-5018  |
| 5 | 2017年 1月25日  | 01   | 津軽の風                              | 麻こよみ          | 水森英夫     | 丸山雅仁   | UPCY-5029  |
| 5 | 2017年 1月25日  | 02   | 帰ろう我が家へ                        | 森坂とも          | 西村幸輔     | 西村幸輔   | UPCY-5029  |
| 6 | 2019年 6月5日   | 01   | 渋谷節だよ青春は!                     | つんく            | つんく       | 平田祥一郎 | UPCY-5072  |
| 6 | 2019年 6月5日   | 02   | 夜明け前                              | 和泉一弥          | 和泉一弥     | 水島康貴   | UPCY-5072  |
| 7 | 2020年 7月8日   | 01   | 車輪の夢                              | youth case        | youth case   | 佐々木博史 | UPCY-5088  |
| 7 | 2020年 7月8日   | 02   | 車輪の夢 piano version                | youth case        | youth case   | 佐々木博史 | UPCY-5088  |
| 8 | 2025年 3月12日  | 01   | 明日への翼                            | 原文彦            | 岡千秋       | 若草恵     | UPCY-5125  |
| 8 | 2025年 3月12日  | 02   | 空を見上げて                          | 原文彦            | 岡千秋       | 若草恵     | UPCY-5125  |

#### 配信限定シングル
| 発売日         | タイトル     | 作詞   | 作曲       | 編曲       |
| -------------- | ------------ | ------ | ---------- | ---------- |
| 2016年 12月7日 | 恋は難読駅名 | 長久允 | 吉田ゐさお | 吉田ゐさお |

### アルバム

#### オリジナル・アルバム
| 発売日       | タイトル   | 規格品番  |
| ------------ | ---------- | --------- |
| 2023年2月1日 | 徳永がくる | UPCY-7816 |

#### ベスト・アルバム
| 発売日        | タイトル                                               | 規格品番  |
| ------------- | ------------------------------------------------------ | --------- |
| 2019年3月13日 | ゆうきの演歌 出発進行!〜徳永ゆうきベストセレクション〜 | UPCY-7570 |

#### カバー・アルバム
| 発売日       | タイトル               | 規格品番   |
| ------------ | ---------------------- | ---------- |
| 2014年8月6日 | ゆうきのうた〜故郷編〜 | UPCH-20368 |

#### 配信限定アルバム
| 発売日        | タイトル     |
| ------------- | ------------ |
| 2021年7月28日 | 徳永、奏でる |

### タイアップ曲
| 年     | 楽曲              | タイアップ                                        |
| ------ | ----------------- | ------------------------------------------------- |
| 2016年 | 函館慕情          | 「道南いさりび鉄道」応援ソング                    |
| 2017年 | 帰ろう我が家へ    | 映画「家族はつらいよ2」応援ソング                 |
| 2019年 | 渋谷節だよ青春は! | NHK総合「ニュース シブ5時」テーマソング           |
| 2020年 | 車輪の夢          | 岩手めんこいテレビ「8っぴーサタデー」テーマソング |

## 出演

### ドラマ
- 木曜ミステリー京都地検の女 第3シリーズ 第6話「哀しき証言者！殺人犯消失…鉄壁アリバイの罠」（2006年6月1日、テレビ朝日） - 森谷威 役
- 連続ドラマW グーグーだって猫である2（2016年6月25日、WOWOWプライム）
- 火曜ドラマ8 池波正太郎時代劇 光と影 第七話「狐と馬」（2018年1月9日、BSジャパン） - 横山馬之助 役
- ひみつ×戦士 ファントミラージュ! 第20話（2019年8月18日、テレビ東京） - ドドンパ新井 役
- 連続テレビ小説（NHK）
  - エール 第64話「スター発掘オーディション！」（2020年6月25・26日） - 岡島敦 役
  - カムカムエヴリバディ（2022年2月10日 - 4月8日） - 赤螺吉之丞 役[10]
- ぴーすおぶけーき 第4話（2022年11月16日、日本テレビ） - 四谷空 役
- 婚活1000本ノック 第8話（2024年3月6日、フジテレビ）- 添乗員 役

### アニメ
- 新幹線変形ロボ シンカリオン 第74話（2019年6月15日、TBSテレビ） - 一般人 役

### バラエティ
- クイズ30〜団結せよ!〜（フジテレビ）解答者、アシスタントスタッフ
- タモリ倶楽部（テレビ朝日）
- 友近・礼二の妄想トレイン （BS日テレ、不定期）
- 千鳥の鬼レンチャン（2020年10月9日 - 、フジテレビ）『サビだけカラオケ』、『徳永レンチャン』などに出演
- 徳永ゆうきのぐるっと歌テツ旅（2019年5月5日 - 、鉄道チャンネル）
- 徳永ゆうきの一期一会はなうた旅（2022年3月28日 - 、BSJapanext）[11]
- FNS27時間テレビ（フジテレビ）
  - FNS27時間TV 鬼笑い祭（2023年7月22日・23日）
  - FNS27時間テレビ 日本一たのしい学園祭!（2024年7月20日）

### ラジオ
- 徳永ゆうき 元気に出発進行〜!（四国放送・岐阜放送・長崎放送、2015年4月 - 2015年9月）
- 朝から元気にシュッポッポ～!（NACK5・NACK5時ラジ、2017年1月5日 - 2017年9月28日）
- 鉄旅・音旅 出発進行! 音で楽しむ鉄道旅（NHKラジオ第1）
- Brand New えんか（STVラジオ 2024年4月15日 - 4月19日）
- 安住紳一郎の日曜天国（TBSラジオ、2020年8月2日・2021年8月15日・2023年2月5日・2025年3月23日）

### 映画
- ジャーマン+雨（2007年12月公開）- （徳永優樹）さいとうみつぐ 役
- ホームレス中学生（2008年10月公開）- （徳永優樹）けんた 役
- ソフテン（2014年10月公開）- 野球部員の徳永くん 役
- 福福荘の福ちゃん（2014年11月公開）- 牛島みのる 役[12]
- まどろす（オムニバス映画「Only 4 you」の短編）（2015年10月公開）- 主演 犬飼 役[13]
- 家族はつらいよ（2016年2月公開）- 調子のいい鰻屋 役[14]
- アズミ・ハルコは行方不明（2016年12月公開）
- 家族はつらいよ2（2017年5月公開）
- バケツと僕!（2018年3月公開） - 里谷和人（バケツ） 役[15]
- 妻よ薔薇のように　家族はつらいよIII（2018年4月公開）

### 舞台
- 浅草夢道中歌謡ショー（2015年4月26日 - 2016年1月10日）主演：徳永ゆうき、大津みな子 / 主催：イトーカンパニーグループ
- Vamp Bamboo Burn（2016年8月5日 - 10月31日）主演：生田斗真 / 企画：劇団☆新感線 / 作：宮藤官九郎 / 演出：いのうえひでのり
- 両国花錦闘士（2020年12月5日 - 2021年1月28日） 主演：原嘉孝 / 原作：岡野玲子 / 作・演出：青木 豪 / 主題歌：デーモン閣下
- SCORE!!～Musical High School～（2021年7月24・25日） 構成・演出：宮下康仁 / 企画・製作：明治座
- 銀河鉄道999 THE MUSICAL（2022年4月8日 - 4月18日）車掌役 / 原作：松本零士 / 脚本・作詞：高橋亜子 / 演出：小山ゆうな / 音楽監督：ミッキー吉野
- 歌妖曲〜中川大志之丞変化〜（2022年11月6日 - 12月25日）主演・中川大志 / 作・演出：倉持裕[16][17]
- ドリームハイ（2025年4月11日 - 27日）マ・ドゥシク役 / 原作：パク・ヘリョン / 作：スンウン / 演出：久保田唱[18]